# Keise-Inseln
Die Keise-Inseln (jap. 慶伊瀬島, Keise-shima) ist eine Gruppe von drei japanischen Inseln im Ostchinesischen Meer. Nach ihrem Namen im lokalen Dialekt wird die Gruppe in amtlichen Dokumenten auch Chībishi (チービシ) genannt.

## Geografie
Die Keise-Inseln liegen 8 km westlich der Hauptinsel der Ryūkyū-Inseln Okinawa Hontō und 8 km östlich der Kerama-Inseln. Teilweise werden die Keise-Inseln jedoch auch zu den Kerama-Inseln gezählt.
Administrativ gehören sie zum Verwaltungsbereich der Gemeinde Tokashiki der Präfektur Okinawa, sind jedoch unbewohnt.
Die Inselgruppe besteht aus drei gehobenen Koralleninseln:
| Name                      | Fläche [km²] | Höhe [m] | Koordinaten                   |
| ------------------------- | ------------ | -------- | ----------------------------- |
| Kamiyama-shima (神山島)   | 0,29         | 11       | 26° 15′ 42″ N, 127° 34′ 45″ O |
| Kuefu-jima (クエフ島)     | 0,02         | 02       | 26° 15′ 1″ N, 127° 33′ 39″ O  |
| Nagannu-jima (ナガンヌ島) | 0,29         | 08       | 26° 15′ 57″ N, 127° 32′ 51″ O |

Teilweise wird Kamiyama-shima auch als zwei separate Inseln betrachtet und die Inselgruppe daher auch als aus vier Inseln bestehend beschrieben.

## Leuchtturm
Im Osten der östlichen Insel Kamiyama-shima steht auf einer Anhöhe der 10 m hohe Leuchtturm Kamiyamashima (神山島灯台, Kamiyamashima tōdai). Dieser wurde am 15. Mai 1972 in Betrieb genommen. Er arbeitet vollautomatisch, indem er sich am Tag per Solarzellen auflädt, damit nachts das 390 Candela helle und auf 7,5 Seemeilen sichtbare LED-Leuchtfeuer betrieben werden kann.

## Geschichte

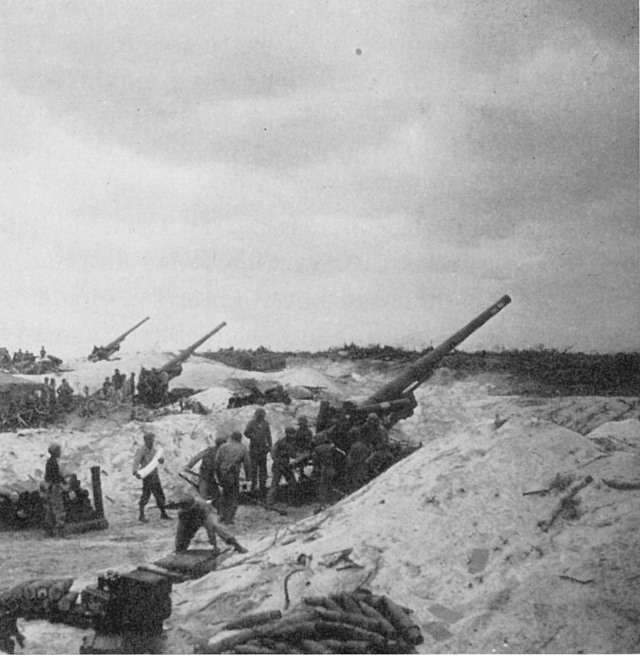
Feldhaubitzen auf Kamiyama-shima, 1945

Am 31. März 1945 wurden die Inseln bei der Schlacht um Okinawa ohne Gegenwehr von der US Army eingenommen. Auf den Inseln wurden daraufhin zwei Bataillone mit 24 Stück an Feldhaubitzen des Typs 155 mm Gun M1 stationiert, um die Landung auf der Hauptinsel Okinawa Hontō zu unterstützen. Danach stand die Inselgruppe wie die restlichen Ryūkyū-Inseln unter US-Militärverwaltung, bevor sie 1972 an Japan zurückgegeben wurden.